# Nemi kétalakúság
A nemi kétalakúság, más néven nemi dimorfizmus vagy ivari kétalakúság az a jelenség, amikor egy faj hímnemű és nőnemű példányainak testfelépítése, mérete, színe stb. jelentősen eltér. Állatok a párzási időszakban gyakran az udvarláshoz vagy a párharcokban felhasználható dísztollakat, szarvakat stb. növesztenek. A nemi kétalakúság legjellemzőbb oka az állatoknál a nemi szelekció.

## Példák
- oroszlán (Panthera leo)
- szarvasfélék (Cervidae)
- elefántfóka (Mirounga spp.)
- fácánfélék (Phasianidae)
- szarvasbogárfélék (Lucanidae)
- lepkék (Lepidoptera)
- pintyfélék (Fringillidae)
- bölcsőszájú halak (Cichlidae)
- karolópókfélék (Thomisidae)
- evezőlábú rákok (Copepoda)
- kínai boróka (Juniperus chinensis)

- sanyassanok (Csillagok háborúja)

## Képek

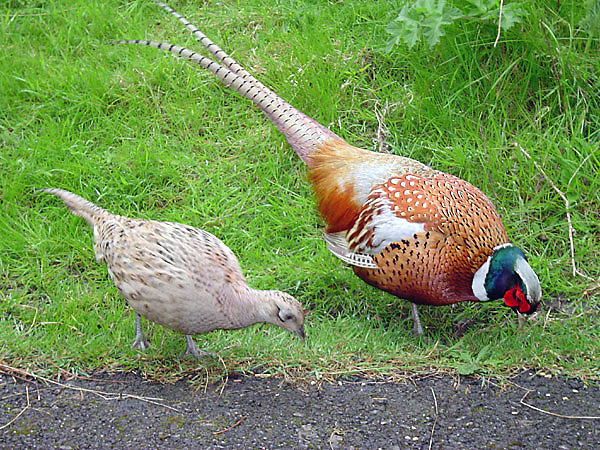
A hím fácán nagyobb és színesebb
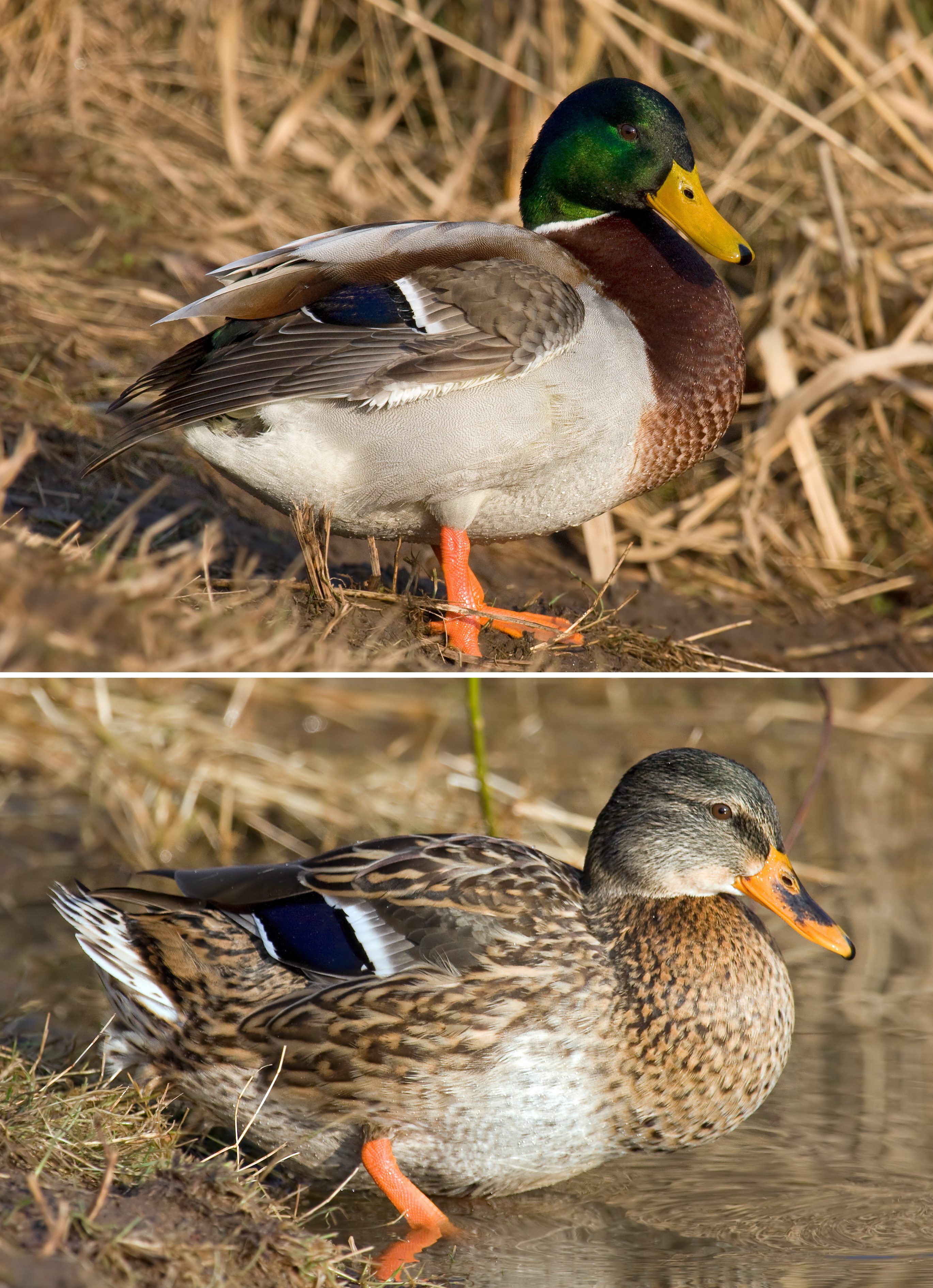
A tőkésréce hímek tarkábbak
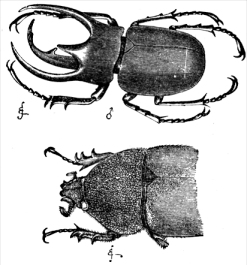
A szarvasbogár hímek csáprágója jóval nagyobb
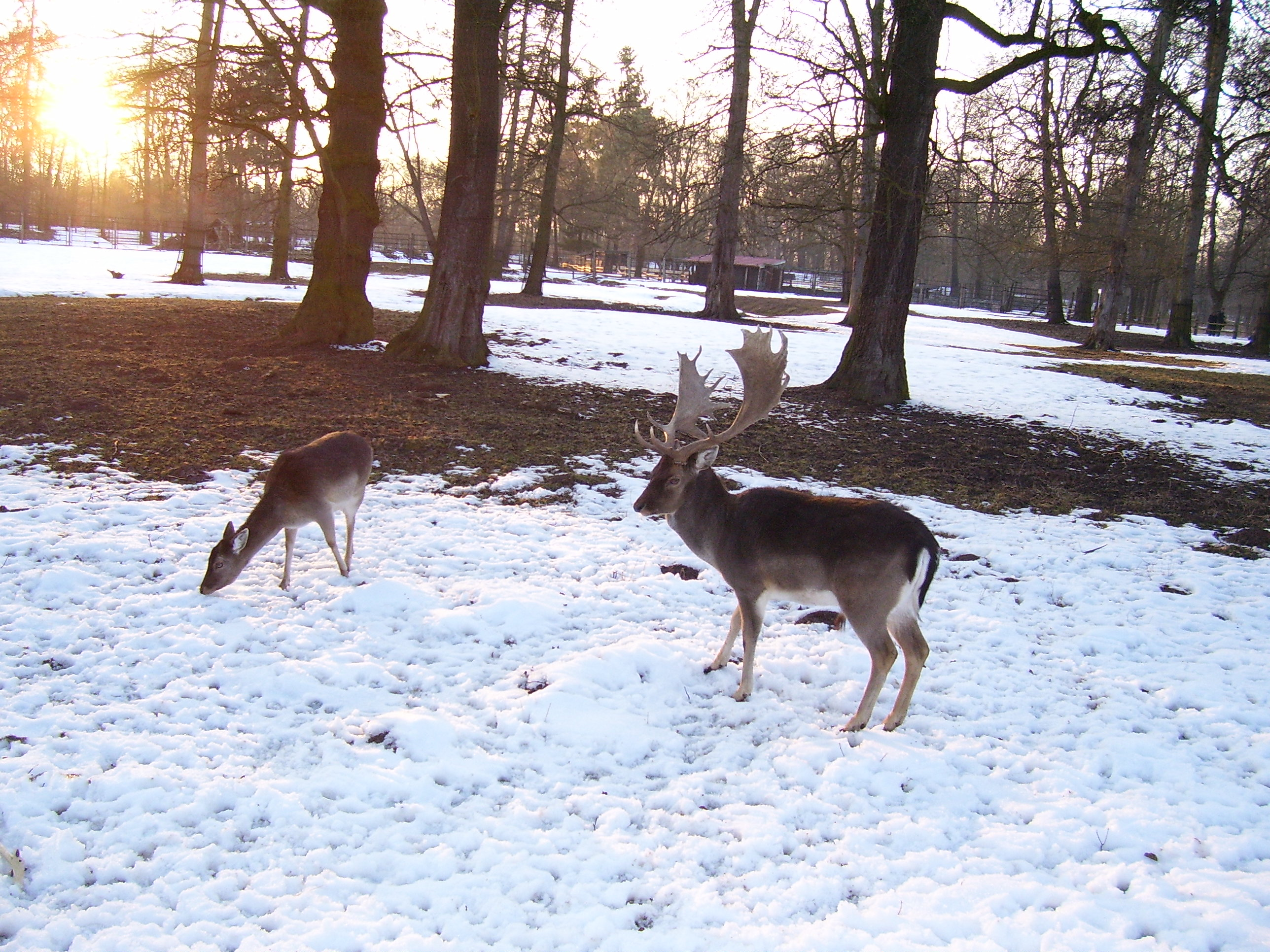
A dámbikának van agancsa, a tehénnek nincs